# Igor Kušar
Igor Kušar, slovenski ekonomist in politik, * 26. marec 1955.
Med 1. majem 2001 in 30. junijem 2002 je bil državni sekretar Republike Slovenije na Ministrstvu za finance Republike Slovenije.